# Директория
Директорията (на френски: Directoire exécutif) е комитет, натоварен с изпълнителната власт във Франция в периода между 2 ноември 1795 и 10 ноември 1799 в хода на Френската революция. Тя се състои от петима директори, като за времето на съществуването ѝ нейни членове са общо 13 души.
Тя идва на мястото на Комитета за обществено спасение и дава името на последните четири години от Френската революция.
Директорията се намира в постоянно състояние на война с коалиции от чужди държави, които по различно време включват Великобритания, Австрия, Прусия, Неаполитанското кралство, Руската и Османската империи. Франция анексира Белгия и левия бряг на Рейн, а голяма част от Италия е покорена от Бонапарт. Директорията създава шест дъщерни републики в Италия, Швейцария и Нидерландия по подобие на френската с кратко съществуване. Завладените територии и градове са заставени да изпращат във Франция пари и произведения на изкуството, с които се изпълва създаденият през 1793 г. музей Лувър в Париж. Армията на Бонапарт завоюва Египет и достига до Акра в Сирия. Директорията успява да се справи с въстанието във Вандея, водено от роялисти и продължило няколко години, но не успява да подкрепи избухналото през 1798 г. въстание в Ирландия и да създаде Ирландска република.
Икономическата криза във Франция продължава и по времето на Директорията. В началото хазната е празна, асигнациите са паднали до частица от първоначалната им стойност, а цените се повишават постоянно. Директорията спира печатането на асигнации и стойността на парите се възстановява, но това води на свой ред до криза, защото цените и надниците падат, но икономическата дейност застива.
През първите две години от периода е прекратен терорът от времето на якобинската диктатура; спрени са масовите екзекуции и са отслабени репресиите. Якобинският клуб е затворен, а опитът за въоръжена якобинска съпротива е потушен, както и заговорът на Гракх Бабьоф, проповядващ насилствена борба срещу богатството. Якобинците обаче възвръщат влиянието си в двата законодателни Съвета след разкриването на роялисткия заговор на генерал Шарл Пишегрю и отново засилват мерките против църквата и емигрантите, като извършват преврата от 18 фруктидор (септември 1797). Директорията постепенно губи подкрепа, като пораженията на френската армия по фронтовете допринасят за нестабилността. Завръщането на Бонапарт се оказва навременно за подготвянето на военен преврат, който е успешно проведен на 8 – 9 ноември 1799 г. Превратът прекратява управлението на Директорията, установява консулство начело с Наполеон и на практика Френската революция приключва.

## Първи години
След Термидорианския преврат създадената структура на управление се запазва, но още през първите месеци са премахнати терорът, централизацията и регулирането на цените. Двата Комитета: за обществено спасение и за обществена безопасност не са разпуснати, но губят влиянието си. Републиканският строй се запазва въпреки събудените надежди на емигрантите и роялистите за възстановяване на монархията, защото състоянията на новите управници са създадени в резултата на незаконни продажби, спекула и дори непосредствен грабеж на земи и богатства от аристокрацията и църквата.
Конвентът оцелява още около година, но от него бързо са отстранени някои от най-екстремистки настроените якобинци: Бийо-Варен и Коло д’Арбоа са заточени във Френска Гвиана, а Кариер, Дюма и Фукие-Тренвил (съответно председател и прокурор на Революционния трибунал) са пратени на гилотината. Самият Революционен трибунал е закрит, а много жирондинци са амнистирани
Републиканската строгост на нравите отстъпва на ново обществено поведение, като разкошът и удоволствията се връщат, а богатите граждани изпълват улиците и се отдават на развлечения. Нравите и моралът на якобинците отиват в миналото, както и модата на скромност в облеклото и прикриване на личното богатство. Става забранено непознати граждани да си говорят на „ти“. В противовес на санкюлотите в Париж и големите градове са сформирани въоръжени групи от богати младежи – „мюскадини“, които започват да преследват якобинците. Те нахлуват в театрите и разрушават якобинските кафенета. В крайна сметка Якобинският клуб е закрит през ноември 1794 г.
Термидорианците не принадлежат към определено политическо направление и нямат цялостна социална програма, но са подкрепени от всички собственици и привърженици на свободната инициатива, които са недоволни от регулирането на цените и реквизициите. Термидорианците преустановяват терора и закриват организациите за борба със спекулата, с роялистите и подозрителните. Декретът за максимума на цените е премахнат, което води до бързо поскъпване и увеличение на цените. Зимните месеци в началото на 1795 са необичайно студени, а предишната реколта е слаба. Това предизвиква силно недоволство и по улиците на Париж се появяват листовки и афиши с призиви за въстание. През март 1795 г. вълненията стават ежедневни и през април и май избухват две въстания, известни съответно като Жерминал и Прериал на имената на месеците според революционния календар. Въстаниците нахлуват в сградата на Конвента, но са разпръснати от армията и отряди въоръжени граждани от богатите прослойки. След тези въстания санкюлотите са разоръжени, от тях са иззети над 100 000 пушки и секционните клубове са закрити.

## Конституция от година III
През лятото на 1795 са взети мерки по укрепване на централната власт и е гласувана нова Конституция (Конституция от година III), според която законодателният орган има две камари. Първата камара е Съветът на петстотинте (на френски: Conseil des Cinq-Cents), който предлага законите и в него се избират само лица, навършили 30 години и с определен имуществен ценз. Втората камара е Съвет на старейшините (на френски: Conseil des Anciens), съставен от лица над 40 години с висок имуществен ценз и тя приема законите. Изборите и за двете камари са ежегодни, което се оказва неудачно с оглед на стабилността на законодателната власт. Изпълнителната власт е в ръцете на петима Директори, избирани от Съвета на старейшините, в резултат на което установеният политически режим става известен като Директория. Всяка година един от директорите подлежи на смяна, като с това строго разделение на властите и периодично обновяване на законодателните и изпълнителните органи авторите на Конституцията се стремят да избегнат еднолично управление.

## Вътрешна политика
Във вътрешната си политика Директорите се опитват да обединят всички републиканци, но се увличат в борба ту с роялистите, ту с бившите якобинци. Този факт определя нестабилността на тяхната политика, която един от влиятелните директори – Пол Барас – нарича „политика на люлката“ заради непрекъснатите ѝ колебания. И ако Директорията успява да се справи с въстанието във Вандея, водено от роялисти и продължило няколко години, и с бунтовете на гладните парижани, финансовата криза я изправя пред стопанска катастрофа, заплашваща стабилността на установения режим.
Хиляди французи са принудени да продават имущество, за да си купят храна и топливо. В работническите квартали на Париж се настаняват гладът и мизерията. Армията изпитва трудности със снабдяването с продоволствие и изплащането на войнишките заплати е нередовно. Започват отново да се издигат искания за установяване на максимум на цените и за борба със спекулата.
Недоволството от цялостната политика на Директорията приема все по-застрашителни размери. Отново се активизират монархистите, появяват се нови демократични клубове и издания, които пропагандират девиза на революцията „Свобода, равенство, братство“. В тези условия Франсоа-Ноел Бабьоф, по-известен като Гракх Бабьоф, създава тайна организация: „Общество на равните“, която си поставя за цел свалянето на Директорията и установяване на обществена собственост върху земята. Той е привърженик на насилствена борба срещу богатството и пропагандира идеите си в два вестника – „Народен трибун“ и „Привърженик на равенството“. Конспирацията получава името Заговор на равните. Плановете на заговорниците обаче са предадени и Бабьоф заедно със съмишленици е екзекутиран през май 1797.
Съществуват и открити разногласия между двата Съвета и Директорията, която е лишена от солидна обществена опора.

### Преврат от 18 фруктидор
Превратът от 18 фруктидор е извършен срещу засилващото се влияние на роялистите. В нощта на 3 срещу 4 септември 1797 година военни части под командването на генерал Ожеро обкръжават двореца Тюйлери и Люксембургския дворец, където заседават законодателите и работят директорите. 53 члена на двете камари, сред които и генерал Пишегрю, са хвърлени в затвора. Превратът създава диктатура на Директорията, като Съветът на старейшините и Съветът на петстотинте се превръщат в прости оръдия, гласуващи по команда, а моралният авторитет на Директорията е силно увреден, с което се подготвя почвата за узурпирането на властта от Наполеон.

## Външна политика
Във външната си политика Директорите проявяват интерес към европейските пазари, не само с оглед засилването на френското влияние, но и за преодоляване на финансовата криза. Те се надяват да установят мир в рамките на т.нар. „естествени граници“ – Рейн, Алпите, Пиренеите. В същото време според тях Франция има право на компенсация заради териториалните придобивки на Прусия и Австрия след третата подялба на Полша (1795). По идея на един от директорите – Лазар Карно, през пролетта на 1796 г. френски войски, командвани от генерал Бонапарт, започват военни действия срещу австрийците и Сардиния в Северна Италия.
Директорията се намира в постоянно състояние на война с коалиции от чужди държави, които по различно време включват Великобритания, Австрия, Прусия, Неаполитанското кралство, Руската и Османската империи. Франция анексира Белгия и левия бряг на Рейн, а голяма част от Италия е покорена от Бонапарт. Директорията създава шест дъщерни републики в Италия, Швейцария и Нидерландия по подобие на френската с кратко съществуване. Директорията не успява обаче да подкрепи избухналото през 1798 г. въстание в Ирландия и да създаде Ирландска република.
Френската република официално обявява, че води освободителна война, но всъщност Директорията одобрява грабителството в завладените територии. Генералите в армията стават важен и постепенно незаменим източник на финансиране на режима на Директорията. Те натрупват състояния и започват самостоятелно да водят дипломатически и политически преговори. Завладените територии и градове са заставени да изпращат във Франция пари и произведения на изкуството, с които се изпълва създаденият през 1793 г. музей Лувър в Париж.
Със серия от успешни ходове Бонапарт принуждава Австрия да иска мир, който е подписан през следващата година в Кампо Формио. С това войната на първата коалиция на европейските държави срещу революционна Франция завършва с успех за Франция.
През 1798 г. генерал Бонапарт прониква в Египет с цел да прекъсне сухоземния път на англичаните към Индия и достига до Акра в Сирия. Трудните климатични условия провалят експедицията, а след разгрома на френската флота в Абукирския залив Наполеон е принуден да се завърне във Франция.
За четири години Директорията постига повече успехи на международната арена, отколкото във вътрешната политика.

## Преврат от 18 брюмер
На 18 брюмер (9 ноември) 1799 г. Директорията е свалена и властта преминава в ръцете на трима консули – Бонапарт, Роже Дюко и абат Сийес, като първият консул Бонапарт поема всички важни функции. Французите приемат преврата с надеждата, че генерал Бонапарт ще се окаже желаният от всички миротворец.